# Jenny et son chien
Pour plus de détails, voir Fiche technique et Distribution.
Jenny et son chien (Driftwood) est un film américain réalisé par Allan Dwan, sorti en 1947.

## Synopsis
Peu après le décès de son vieux tuteur, Jenny, une jeune orpheline, adopte un chien rescapé d'un accident d'avion. Mais à qui confier cette jeune fille et son chien ? Ce dernier va s'avérer être très utile à la communauté et Jenny va trouver des parents d'adoption.

## Fiche technique
- Titre original : Driftwood
- Titre français : Jenny et son chien
- Réalisation : Allan Dwan
- Scénario : Mary Loos (en), Richard Sale
- Direction artistique : Frank Arrigo (en)
- Décors : John McCarthy Jr. (en), George Milo (en)
- Costumes : Adele Palmer
- Photographie : John Alton
- Son : Herbert Norsch (en)
- Montage : Arthur Roberts
- Musique : Nathan Scott
- Production : Allan Dwan
- Société de production : Republic Pictures
- Société de distribution : Republic Pictures
- Pays de production :  États-Unis
- Langue originale : anglais
- Format : Noir et blanc  — 35 mm — 1,37:1 — son mono
- Genre : Comédie dramatique
- Durée : 88 minutes
- Dates de sortie : 
  - États-Unis : 15 septembre 1947
  - France : 13 juillet 1950

## Distribution
- Ruth Warrick : Susan Moore
- Walter Brennan : Murph
- Dean Jagger : Docteur Steve Webster
- Charlotte Greenwood : Mathilda
- Natalie Wood : Jenny
- Jerome Cowan : Snyder, le maire
- H. B. Warner : Grand-père Hollingsworth
- Margaret Hamilton : Essie Keenan
- Hobart Cavanaugh : Juge Beckett
- Francis Ford : Abner Green
- Alan Napier : Docteur Nicholas Adams
- Howland Chamberlain : Hiram Trumbull
- James Bell : Shérif Bolton
- Teddy Infuhr : Lester Snyder
- James Kirkwood Sr. : Révérend MacDougal
- Ray Teal : Clem Perkins
- Zeke Holland : Blaine Perkins
- Tom London : un citoyen